# Lista de episódios de Cold Case
Cold Case é uma série dramática norte-americana sobre uma divisão policial que se especializa na investigação de crimes não resolvidos. Kathryn Morris, Danny Pino, John Finn, Jeremy Ratchford, Thom Barry e Tracie Thoms investigam esses crimes. A série decorre na cidade de Filadélfia, Pensilvânia.
Nos Estados Unidos, o primeiro episódio da série foi ao ar em 28 de setembro de 2003. O encerramento foi anunciado após o fim da 7.ª temporada em 2010.
Abaixo a tabela com a lista de episódios da série de televisão americana Cold Case.

## Resumo da série
| Temporada | Temporada | Episódios | Início                 | Término            | Exibição nos EUA |          |
| Temporada | Temporada | Episódios | Início                 | Término            | Exibição nos EUA | Região 1 |
| --------- | --------- | --------- | ---------------------- | ------------------ | ---------------- | -------- |
|           | 01        | 23        | 28 de setembro de 2003 | 23 de maio de 2004 | 2003 – 2004      |          |
|           | 02        | 23        | 3 de outubro de 2004   | 18 de maio de 2005 | 2004 – 2005      |          |
|           | 03        | 23        | 19 de novembro de 2005 | 6 de junho de 2006 | 2005 – 2006      |          |
|           | 04        | 24        | 6 de novembro de 2006  | 6 de maio de 2007  | 2006 – 2007      |          |
|           | 05        | 18        | 23 de setembro de 2007 | 4 de maio de 2008  | 2007 – 2008      |          |
|           | 06        | 23        | 28 de setembro de 2008 | 10 de maio de 2009 | 2008 – 2009      |          |
|           | 07        | 22        | 26 de outubro de 2009  | 24 de maio de 2010 | 2009 – 2010      |          |

## 1ª Temporada: 2003-2004
| # | Título                                                             | Estreia EUA             | Estreia SBT         |
| --- | ------------------------------------------------------------------ | ----------------------- | ------------------- |
| 1 | "Esperança" "Hope"                                                 | ASA                     | 19 de março de 2010 |
| Programa Piloto. Rachel Hall se vê no meio de uma perigosa investigação onde ele precisa correr contra o tempo para poder colocar as mãos em um pedófilo que vem fazendo uma criança de apenas 6 anos de refém. Nessa corrida contra o tempo ela vai com a ajuda de Lilly, uma destemida investigadora, de Gary, seu ex-noivo, e que também é um investigador brilhante, de Chang, o especialista em DNA, e de Albert, o seu mentor. |                                                                    |                         |                     |
| 2 | "Ordem de Morte" "Order of Death"                                  | ASA                     | 22 de março de 2010 |
| Uma série de assassinatos vem desafiando a equipe do Departamento de Polícia de New York, e principalmente agora que o DNA de um policial aposentado foi encontrado na cena de um dos crimes, e a partir desse momento Patrick precisa usar de toda a sua experiência para encontrar a melhor solução para esse problema, e por consequência conseguir parar esse assassino que não tem hora para agir. |                                                                    |                         |                     |
| 3 | "Segredos Revelados" "Secrets Revealed"                            | ASA                     | 23 de março de 2010 |
| Lilly encontra uma amiga dos tempos de colégio que teve sua filha adolescente misteriosamente seqüestrada, e agora toda a equipe precisa resolver esse enigma, pois ninguém viu onde a jovem foi levada, e no decorrer do tempo Patrick descobre que esse sequestro está ligado ao passado do pai da garota que ainda não foi totalmente revelado. |                                                                    |                         |                     |
| 4 | "Bastidores" "Backstage"                                           | ASA                     | 24 de março de 2010 |
| Uma famosa estrela da Broadway é encontrada morta nos bastidores os investigadores ficam intrigados com a forma que ela foi encontrada, pois parecia que ela ter sido violentada. Toda a suspeita recaí sobre o colega de trabalho de Jennifer Colton, mas para Gary tem mais coisas escondidas nessa história do que todos podem imaginar. |                                                                    |                         |                     |
| 5 | "Redenção" "The Runner"                                            | 26 de outubro de 2003   | 25 de março de 2010 |
| A equipe reabre um caso de 1973, sobre a morte não resolvida de um jovem policial Sr.Joe Washington, que foi assassinado após responder a um chamado de tráfico de drogas. A vítima tinha um passado secreto, envolvido com traficantes. Quando uma nova evidência do caso é entregue por uma mulher aparentemente drogada, Lilly decide investigar o caso. |                                                                    |                         |                     |
| 6 | "Amor e Ódio" "Love Conquers Al"                                   | 9 de novembro de 2003   | 25 de março de 2010 |
| Lilly reabre um caso quando um presidiário que tenta reduzir sua pena, relata uma conversa que ele ouviu há mais de 20 anos, revelando que o homem errado foi culpado pela morte de uma garota de 16 anos em 1981. |                                                                    |                         |                     |
| 7 | "Tempo de Odiar" "A Time to Hate"                                  | 16 de novembro de 2003  | 26 de março de 2010 |
| Uma mulher de 75 anos pede a ajuda de Lilly para que a justiça seja feita na morte de seu filho, vítima de preconceito sexual nos anos 60. À beira da morte, a mulher acredita que a polícia nunca tenha realmente investigado o caso em 1964, porque ela tinha vergonha do estilo de vida de seu filho, e devido às repercussões que isso teria na época para a sociedade. Lilly, a mãe da vítima, o amante da vítima e o ex-policial que foi a testemunha chave do crime que ajudou a resolver o caso vêem a vítima na cena do crime. A vítima e sua mãe, troca um sorriso, enquanto a vítima e sua parte amante dão um abraço. |                                                                    |                         |                     |
| 8 | "O Voo" "Fly Away"                                                 | 30 de novembro de 2003  | 29 de março de 2010 |
| Lilly e Scotty reabrem um caso envolvendo uma jovem mulher que acordou do coma sem nenhuma memória da morte de sua filha em 2001. Os investigadores são levados até um homem desconhecido que fugiu do prédio momentos após o crime e uma ligação anônima descreve parcialmente esse suspeito. No final, o homem que ameaçou a mãe e a menina antes do crime, é acusado de várias práticas de abuso sexual contra menores contra dezenas de meninas com menos de 12 anos. |                                                                    |                         |                     |
| 9 | "Querida Sherry" "Sherry Darlin"                                   | 7 de dezembro de 2003   | 30 de março de 2010 |
| Lilly recebe um telefonema criptografado anônimo de uma homem que diz ser o assassino de sua avó. Em 22 de setembro de 1989, Krystal Hogan desaparece e o caso é arquivado. Lilly reabre o caso e nos telefonemas que vem recebendo, conversa com James (o neto da vítima), um rapaz frustrado e que não teve sucesso na vida. Através de James, Rush descobre que ele foi manipulado pelo verdadeiro assassino. |                                                                    |                         |                     |
| 10 | "A Carona" "The Hitchhiker"                                        | 21 de dezembro de 2003  | 31 de março de 2010 |
| Lilly reabre o caso de um garoto de 20 anos assassinado quando pegava carona de Atlantic City para sua casa. Em 8 de junho de 1997 Matt foi baleado e roubado mas não encontraram o assassino. Agora surge um caso parecido, e Rush acha ser um assassino em série, provavelmente caminhoneiro. Mas com o desenrolar das investigações os detetives descobrem que a morte de Matt foi um ato de vingança. |                                                                    |                         |                     |
| 11 | "Arrogância" Hubris"                                               | 11 de janeiro de 2004   | 2 de abril de 2010  |
| Ex-professor de faculdade, Roy Minard, procura o departamento de homicídios para ajudá-lo a ter de volta seu sucesso profissional, já que ele foi o principal suspeito do assassinato de uma aluna há 8 anos... Rush reabre o caso de Holly Richardson, 21 anos, assassinada a golpes de uma antena de carro e estrangulada em 11 de maio de 1995. As diversas testemunhas da época tem coisas novas a revelar. |                                                                    |                         |                     |
| 12 | "Cola" "Glued"                                                     | 18 de janeiro de 2004   | 5 de abril de 2010  |
| O Ten. Stillman participou de um investigação há 24 anos que atormentou a vida de muita gente, principalmente porque não foi solucionado. Agora ele pede a Rush que tente resolver a questão. Ela então reabre o caso de Tim Barnes, um garoto de 8 anos, que morreu de hiportemia após ser golpeado e desmaiar, em 1980. |                                                                    |                         |                     |
| 13 | "A Carta" "The Letter"                                             | 25 de janeiro de 2004   | 6 de abril de 2010  |
| Rush trabalha agora em um de seus casos mais antigos, junto com Sarah Tucker, uma mulher que hoje tem 40 anos e é neta de Sadie Douglas, uma negra que foi assassinada em 1939. Sarah entrega a Rush algumas cartas que Sadie escreveu para a mãe dela e que de alguma forma, parecem comprometer um leiteiro. |                                                                    |                         |                     |
| 14 | "O Menino da Caixa" "The Boy in the Box"                           | 15 de fevereiro de 2004 | 7 de abril de 2010  |
| Rush e Valens reabrem um caso de assassinato não resolvido, o caso de um garoto de 6 anos de idade chamado Arnold Culliver, que morreu num terreno baldio em 1958. O antigo orfanato onde Arnold viveu foi transformado em um externato. Os dois detetives conversam com várias freiras que ainda trabalham no local. A dupla termina por descobrir que uma das freiras era a mãe do menino, e de que a morte dele foi um acidente causado pelo tratamento contra a raiva ao qual foi submetido. |                                                                    |                         |                     |
| 15 | "Inferno na Discoteca" "Disco Inferno"                             | 22 de fevereiro de 2004 | 8 de abril de 2010  |
| Em 1978, uma discoteca foi destruída por um incêndio e 23 pessoas morreram na tragédia. Recentemente, partes de um corpo foram encontradas enterradas no terreno da antiga discoteca, exatamente onde antes existia uma sala VIP. A vítima morreu por um tiro que a atingiu na cabeça. Rush e Valens não acreditam que as labaredas mataram a vítima. O mais provável é que o fogo tenha sido ateado com a intenção de ocultar este assassinato. |                                                                    |                         |                     |
| 16 | "Voluntários" "Volunteers"                                         | 7 de março de 2004      | 9 de abril de 2010  |
| Restos de cadáveres foram encontrados durante uma escavação de um terreno para construção de um novo edifício, levando Rush e Valens a investigar o caso da morte de um casal. O casal desapareceu em 1969 e tinha aproximadamente uns 20 anos de idade. Depois de identificá-los como Gerard e Julia os detetives se aprofundam nas investigações sobre a vida do casal, e descobrem que os dois eram ativistas que se opunham as regras da sociedade em 1960 quando desapareceram. A dupla também era voluntaria em um serviço clandestino de aborto.                                                                           |                                                                    |                         |                     |
| 17 | "A Alma Perdida de Herman Lester" "The Lost Soul of Herman Lester" | 14 de março de 2004     | 12 de abril de 2010 |
| Stillman pede a Rush e a Valens para reabrir um caso que aconteceu em 1987. É um caso de um astro do basquete da Filadélfia chamado Herman Lester, que foi esfaqueado e morto poucas horas depois de fazer com que seu time conseguisse ganhar o campeonato estadual quando filho de Lester, também um astro, começa a receber ameaças. |                                                                    |                         |                     |
| 18 | "Decisão de Ano Novo" "Resolutions"                                | 28 de março de 2004     | 13 de abril de 2010 |
| Rush e Valens investigam um caso que trata da morte de Greg Cardiff. Ele morreu num acidente de carro no dia de Ano novo de 2000. O responsável fugiu do local do atropelamento. Rush é apresentada a Tami Franklin, uma alcoólatra em recuperação, que agora admite ter tido uma temporária perda de consciência quando dirigia naquela noite em que Cardiff morreu. |                                                                    |                         |                     |
| 19 | "Voto do Passado" "Late Returns"                                   | 4 de abril de 2004      | 14 de abril de 2010 |
| Um recente caso de assassinato leva Rush e Valens a reabrir um caso não resolvido que aconteceu em 1992, da jovem Vanessa Prosser, morta depois de sair de um evento político numa noite de eleição. Os detetives tentam encontrar uma conexão entre a morte de Vanessa em 1992 e a atual vítima de homicídio, Darren Kleeman. A autópsia revela que o homem era o pai biológico de Vanessa. |                                                                    |                         |                     |
| 20 | "Ganância" "Greed"                                                 | 18 de abril de 2004     | 15 de abril de 2010 |
| Rush e Valens reabrem um caso de assassinato que aconteceu em 1985. A vítima foi Charles Danville, um rico corretor que foi morto durante um possível roubo de carro mal sucedido. Danville é descoberto como um trapaceiro que tramou a fundação de uma empresa fantasma para roubar milhares de dólares e teve casos homossexuais com seus assistentes. |                                                                    |                         |                     |
| 21 | "Instintos Martenal" "Maternal Instincts"                          | 25 de abril de 2004     | 16 de abril de 2010 |
| Uma psicóloga indicada pelo tribunal se aproxima de Rush para que ela ajude um dos seus clientes, Sean, um problemático adolescente de 17 anos que tem vivido em lares adotivos desde que testemunhou a morte de sua mãe Rebecca há 14 anos. O garoto recentemente tem sofrido intensos pesadelos sobre o incidente de 1989 e a psiquiatra pede para Lilly reabrir o caso para finalmente dar um desfecho para Sean. |                                                                    |                         |                     |
| 22 | "O Plano" "The Plan"                                               | 2 de maio de 2004       | 19 de abril de 2010 |
| A equipe recebe uma carta anônima informando que a morte acidental de um respeitado treinador de natação numa academia militar em 1999 foi resultado de um plano cuidadosamente orquestrado. O treinador era pedófilo e abusava do time diariamente. |                                                                    |                         |                     |
| 23 | "Namorados" "Lover's Lane"                                         | 23 de maio de 2004      | 20 de abril de 2010 |
| Quando evidências de DNA revelam que o homem errado foi preso em 1986 pela morte de Eve Kendall, uma jovem de 15 anos, Rush e Valens reabrem o caso e descobrem que a adolescente era o objeto de desejo de muitos homens. |                                                                    |                         |                     |

## 2ª Temporada: 2004-2005
| # | Título                                    | Estreia EUA             | Estreia SBT         |
| --- | ----------------------------------------- | ----------------------- | ------------------- |
| 1 | "Os Badlands" "The Badlands"              | 3 de outubro de 2004    | 21 de abril de 2010 |
| Lilly retorna ao seu primeiro caso para reinvestigar um mortal triplo homicídio. Quando o principal suspeito prova ser inocente, Rush e sua equipe reabrem um caso de 2003, ocorrido num restaurante, agora abandonado, de uma área "barra pesada" da cidade. O restaurante era um dos mais badalados do local, até que seus donos e um ajudante de garçom de 17 anos, terem sido brutalmente assassinados. A cena original do crime foi o primeiro caso investigado por Rush, que logo foi chamada para integrar a equipe de investigação dos casos sem solução, deixando Vera como o policial responsável. |                                           |                         |                     |
| 2 | "Meninas de Fábrica" "Factory Girls"      | 10 de outubro de 2004   | 22 de abril de 2010 |
| Lilly e sua equipe reabrem um caso de 1943, envolvendo a suspeita morte de uma funcionária de uma fábrica durante a Segunda Guerra. Uma reunião de 60 anos das mulheres que trabalharam na fábrica traz à tona novas lembranças dessa misteriosa morte. Uma amiga da falecida confessa para Lilly que a morte dela não é exatamente como aparenta ter sido, e implora para que ela investigue o caso, fazendo com que a detetive tenha que enfrentar uma série de mentiras para tentar encontrar o verdadeiro motivo e o assassino. |                                           |                         |                     |
| 3 | "Daniela" "Daniela"                       | 17 de outubro de 2004   | 23 de abril de 2010 |
| A investigação começa quando uma esposa espancada acusa seu marido de assassinato e traz um filme amador feito no momento, mostrando uma imagem do homem aparentemente cometendo o crime. A descoberta do vídeo caseiro estrelado por uma adolescente fugitiva leva Lilly e Valens a reabrir a investigação de um assassinato de 1979. No final, Daniela dança com seu acompanhante de baile, no terraço em que costumavam se encontrar. |                                           |                         |                     |
| 4 | "A Casa" "The House"                      | 24 de outubro de 2004   | 26 de abril de 2010 |
| Em 1968, ocorreu o lendário show de Johnny Cash no presídio Folsom, que foi transmitido para milhares de presidiários americanos. Naquela noite, durante uma rebelião que aconteceu numa prisão da Filadélfia, logo após a transmissão do show, um prisioneiro foi morto e seu corpo supostamente teria sido escondido na prisão. Rush e a equipe reabrem o caso quando ossos humanos são encontrados no presídio desativado. |                                           |                         |                     |
| 5 | "Quem é Seu Pai?" "Who's Your Daddy?"     | 31 de outubro de 2004   | 27 de abril de 2010 |
| Quando uma garota de 19 anos, encontra um bracelete à venda na internet, que ela alega ter pertencido à sua falecida mãe, Rush e a equipe reabrem um caso de 1991, sobre dois imigrantes do Camboja, que foram brutalmente assassinados em casa, no que se acreditava ser um assalto. Quando os detetives descobrem que o casal assassinado escondeu suas identidades para evitar a deportação, Rush terá que descobrir quem realmente eram essas vítimas. |                                           |                         |                     |
| 6 | "O Sleepover" "The Sleepover"             | 7 de novembro de 2004   | 28 de abril de 2010 |
| Quando uma jovem mulher com estranhas marcas em seu corpo é encontrada estrangulada num poço, Rush e os detetives percebem que esse novo crime é parecido com o caso não resolvido da morte de uma garota de 12 anos em 1990, que foi assassinada enquanto dormia na casa de uma problemática adolescente, Brandi. O irmão de Brandi é preso pelo crime atual, e sua confissão leva os detetives a reabrir o antigo caso. |                                           |                         |                     |
| 7 | "Está Chovendo Homens" "It's Raining Men" | 14 de novembro de 2004  | 29 de abril de 2010 |
| Um homem que há muito tempo luta contra a AIDS, doença que contraiu em 1983, pede para Rush e Valens reabrirem o caso não resolvido da morte por estrangulamento de seu ex-parceiro. Quando a equipe começa a investigar o assassinato, eles descobrem que o falecido foi um dos primeiros ativistas na luta contra a AIDS e um rígido defensor da conscientização da doença entre a crescente comunidade gay e sua morte pode ter sido uma espécie de "queima de arquivo". |                                           |                         |                     |
| 8 | "Brilho Vermelho" "Red Glare"             | 21 de novembro de 2004  | 30 de abril de 2010 |
| O assassinato de um professor branco em 1953, um simpatizante do comunismo que estava envolvido em questões de direito civil, é reaberto depois que o filho mais jovem da vitima pede para que o caso, que provocou até mesmo ruptura familiar, seja reinvestigado. No fim, a família se reúne após vários anos e partem em um carro, enquanto Lily enxerga o espírito do outro lado da rua. |                                           |                         |                     |
| 9 | "Caçador de mentes" "Mindhunters"         | 28 de novembro de 2004  | 3 de maio de 2010   |
| O corpo de uma mulher desaparecida desde 1985, é encontrado em uma reserva selvagem e descobre-se que a vítima foi baleada no coração. Os detetives interrogam sua filha, que tinha 12 anos, quando a mulher foi dada como desaparecida. O pai da menina, que era bastante violento tem um álibi, porém a equipe acredita que ele pode ter sido o responsável pelo assassinato, até que mais oito corpos foram encontrados dentro da reserva. Os detetives defendem a teoria de que o assassino raptava suas vítimas, as levava para a reserva e então as deixava tentar fugir para salvar suas vidas, enquanto ele as caçava. Mas uma vez que o caçador é encontrado, será que os detetives conseguirão prendê-lo? Frustrados, os detetives encaram, cada um a seu modo, seu primeiro caso não-solucionado completamente. |                                           |                         |                     |
| 10 | "Critério" "Discretion"                   | 19 de dezembro de 2004  | 4 de maio de 2010   |
| Um caso do ano de 2000, o assassinato de um notário e ambicioso assistente da procuradoria porto-riquenho é reaberto, quando a esposa do falecido insiste em declarar que as recentes notícias das possíveis conexões de seu marido com a grande soma em dinheiro que desapareceu na mesma época de sua morte são mera coincidência. No final, ao acompanhar a liberação do inocente preso, Vallens vê o espírito, que o encara. |                                           |                         |                     |
| 11 | "Geração em Branco" "Blank Generation"    | 9 de janeiro de 2005    | 5 de maio de 2010   |
| Rush e Valens abrem um caso, graças à solicitação da irmã da vítima, Um suicídio que aconteceu em 1978. O suposto suicida é Matthew Adams, um membro de uma seita que morreu por ingesto de cianureto. Enquanto isso, alguém próximo de Valens é encontrado morto, aparentemente por suicídio. |                                           |                         |                     |
| 12 | "Eu, Adrian" "Yo, Adrian"                 | 16 de janeiro de 2005   | 6 de maio de 2010   |
| Um árbitro de lutas de boxe está morrendo e faz uma confissão, obrigando Rush e sua equipe a reabrir um caso de 1976. O caso é sobre um lutador de boxe que morreu momentos antes do final de uma luta. Enquanto os detetives investigam a razão de permitirem que o pobre boxeador morresse no ringue, eles descobrem que havia muitas pessoas que se beneficiariam com sua morte. |                                           |                         |                     |
| 13 | "Tempo Para o Crime" "Time To Crime"      | 30 de janeiro de 2005   | 7 de maio de 2010   |
| Um caso de 1987, acarreta a morte de uma criança, que mais parecia um acerto de contas com uma gangue criminosa. Ele volta a ser aberto depois de encontrarem a arma do crime, terminando com uma surpreendente revelação do criminoso. Enquanto isso, Valens tenta terminar seu relacionamento secreto com Christina, a irmã de Rush, antes que este segredo seja descoberto. |                                           |                         |                     |
| 14 | "Revolução" "Revolution"                  | 20 de fevereiro de 2005 | 10 de maio de 2010  |
| Rush e o time investigam o assassinato de uma garota de 19 anos em 1969, cujo corpo foi encontrado no apartamento de seu namorado no dia que ele fugiu para o Canadá para evitar lutar no Vietnã. |                                           |                         |                     |
| 15 | "Desejos" "Wishing"                       | 6 de março de 2005      | 11 de maio de 2010  |
| Quando alguém deixa desenhos recriando um acidente que matou um adolescente com problemas mentais em 1993, tudo leva a crer que foi um caso de assassinato. |                                           |                         |                     |
| 16 | "Vingança" "Revenge"                      | 13 de março de 2005     | 12 de maio de 2010  |
| O caso da morte de Kyle, um menino de 9 anos, aconteceu em 1998, e agora é reaberto depois de um sacerdote revelar que ouviu a confissão de um homem que disse tê-lo seqüestrado. |                                           |                         |                     |
| 17 | "Schadenfreude" "Schadenfreude"           | 20 de março de 2005     | 13 de maio de 2010  |
| Um único anel encontrado no dedo de uma viciada morta leva Rush e sua equipe a reexaminar um caso que aconteceu em 1982, a morte de uma mulher rica na Filadélfia. |                                           |                         |                     |
| 18 | "Raivoso" "Ravaged"                       | 27 de março de 2005     | 14 de maio de 2010  |
| Uma antiga namorada do detetive Vera pede para a equipe de Cold Case que reabra o caso da morte de sua irmã mais velha em 1995. O caso foi declarado um acidente no final da década de noventa, e esquecido desde então, até que um homem confirma ter visto sua irmã na noite em que ela morreu. |                                           |                         |                     |
| 19 | "Fruta Estranha" "Strange Fruit"          | 3 de abril de 2005      | 17 de maio de 2010  |
| Rush e sua equipe reabrem um caso não resolvido, o caso que motivou Jeffries a se tornar um policial. Um adolescente foi assassinado por espancamento no parque de uma vizinhança perigosa em 1963. |                                           |                         |                     |
| 20 | "Kensington" "Kensington"                 | 24 de abril de 2005     | 18 de maio de 2010  |
| O caso do assassinato de um jovem em 1985, é reaberto quando a detetive Rush é informada de que um ex-condenado, recentemente liberado sob condicional, admitiu ter roubado o dinheiro do cadáver. |                                           |                         |                     |
| 21 | "Criaturas da Noite" "Creatures Of Night" | 1 de maio de 2005       | 19 de maio de 2010  |
| Rush e Valens reabrem um caso de 1977, tentando conectar a morte de Mike, um porteiro da Filadélfia, com um serial killer, que está a ponto de ser liberado devido a um tecnicismo legal. Os detetives descobrem uma estranha relação entre Mike e o assassino, Roy Brigham Anthony, estabelecida através de uma performance de meia noite do filme “The Rocky Horror Picture Show”. |                                           |                         |                     |
| 22 | "Melhores Amigos" "Best Friends"          | 8 de maio de 2005       | 20 de maio de 2010  |
| Quando tiram do Rio Delaware um antigo caminhão cheio de ossos humanos, Rush e Valens reabrem um caso de uma jovem desaparecida em 1932. Os detetives relacionam o caminhão e seu conteúdo à um contrabandista da época da Proibição e descobrem que os ossos poderiam ser de sua irmã Rose, que desapareceu junto com o caminhão. |                                           |                         |                     |
| 23 | "O Bosque" "The Woods (Season Finale)"    | 22 de maio de 2005      | 21 de maio de 2010  |
| Rush e Valens investigam o descobrimento de nove crânios humanos enterrados no quintal de uma casa. A casa está vazia desde 1972, após o assassinato de Simone Marks, que por sinal, não teve um fechamento. Como o assassinato de Simone nunca foi resolvido, Rush e Valens reabrem o caso. Meses antes, Rush e os detetives trabalharam em um caso no qual se encontraram nove corpos sem cabeça em uma reserva de vida silvestre, e sua investigação os conduziu até o adulto George Marks. Ainda que estivessem convencidos de que George era um assassino, um serial killer, os detetives não puderam prendê-lo por falta de provas. Agora, George está saindo de seu esconderijo para desafiar a detetive Rush novamente. Nesta ocasião, suas vidas estarão em jogo em um confronto final.                           |                                           |                         |                     |

## 3ª Temporada: 2005-2006
| # | Título                                                          | Estreia EUA             | Estreia SBT         |
| --- | --------------------------------------------------------------- | ----------------------- | ------------------- |
| 1 | "Família" "Family"                                              | 25 de setembro de 2005  | 24 de maio de 2010  |
| Quando Claire, uma jovem garota diz para Rush que ela tem falado com um homem que alega ser seu pai, a equipe reinvestiga a morte de Jimmy, um adolescente que foi morto na noite do seu nascimento, em 1988. Enquanto isso, a equipe tem diferentes reações à chegada da nova detetive, Josie Sutton, que se une à equipe com suspeitas de ter se envolvido num escândalo sexual com seu ex-sargento. |                                                                 |                         |                     |
| 2 | "A Promessa" "The Promise"                                      | 2 de outubro de 2005    | 25 de maio de 2010  |
| O pai de uma adolescente de 18 anos que morreu "acidentalmente" em 2004, leva até a homicídios uma foto que a jovem enviou antes de morrer, e mostra ela sendo obrigada a beber, amarrada. A equipe reabre o caso, e a única pista é um anel que aparece na mão de uma das pessoas que estavam na fotografia. |                                                                 |                         |                     |
| 3 | "Noite Ruim" "Bad night"                                        | 9 de outubro de 2005    | 26 de maio de 2010  |
| Lilly e Jeffries reabrem um caso de 1978, do assassinato de Angus, um jovem de 21 anos, após sua mãe encontrar uma carta que sugere que ele foi morto por alguém que ele conhecia e não uma vítima aleatória de assassinatos cometidos por copiadores do filme "Halloween". |                                                                 |                         |                     |
| 4 | "Cores" "Colors"                                                | 16 de outubro de 2005   | 27 de maio de 2010  |
| Rush e Jeffries investigam um caso de 1945, que envolve a estrela do beisebol Clyde ‘The Glide” Taylor, assassinado a golpes com seu próprio bastão depois de um jogo. A única evidência que Rush e Jeffries têm é a camisa ensangüentada da vítima com uma mancha de tabaco no peito. A lista de suspeitos inclui o melhor amigo de Glyde, a sua namorada e um lançador racista das Grandes Ligas, nenhum deles está falando ou dando dicas que ajudem a encarcerar o assassino. Sem pistas, Rush e sua equipe se vêem obrigados a voltar e analisar todos os seus passos. |                                                                 |                         |                     |
| 5 | "Cometidas" "Committed"                                         | 23 de outubro de 2005   | 28 de maio de 2010  |
| Rush reabre um caso que envolve uma senhora que morreu de causa natural, mas que estava usando a identidade de outra pessoa que desapareceu em 1954. A equipe busca pistas para descobrir o que aconteceu com a mulher cuja identidade tinha sido usurpada. O filho da desaparecida, Otis Petrowski, viu sua mãe pela última vez aos nove anos. Ele a visitou em uma instituição para doentes mentais, onde ela havia sido internada depois de ser diagnosticada como bipolar.                                                                                              |                                                                 |                         |                     |
| 6 | "Salvando Patrick Bubley" "Saving Patrick Bubley"               | 6 de novembro de 2005   | 31 de maio de 2010  |
| Um recente tiroteio entre quadrilhas liga Rush novamente ao seu primeiro caso de homicídio em 1999. A vítima mais recente é o irmão da vítima que Rush investigou na época. Maeve, a mãe das duas vítimas, já perdeu quatro de seus cinco filhos em 1999, 2001, 2003 e agora em 2005, devido à violenta disputa entre as quadrilhas e Rush está decidida a cortar esse círculo vicioso para salvar Patrick, o filho mais novo de Maeve. Se os membros da equipe conseguirem solucionar o caso mais recente, é provável que resolvam os outros quatro homicídios.            |                                                                 |                         |                     |
| 7 | "Capital de risco" "Start Up"                                   | 13 de novembro de 2005  | 1 de junho de 2010  |
| Lilly reabre um caso de 1999, de uma jovem e saudável que apesar disso morreu de um ataque do coração. No início dos anos 90, ela era resumidamente um milionário da internet, mas por má decisões nos negócios, sua empresa.com faliu. |                                                                 |                         |                     |
| 8 | "Honra" "Honor"                                                 | 20 de novembro de 2005  | 2 de junho de 2010  |
| As placas de identificação de um prisioneiro de guerra são encontradas em uma casa abandonada, levando Rush e sua equipe a reabrir o caso de homicídio de Carl Burton, um ex- prisioneiro do Vietnã, em 1973. Janet, a esposa de Carl, informa a Rush que ele estava tendo problemas para se ajustar ao fato de estar em sua casa, depois de ter combatido no Vietnã. |                                                                 |                         |                     |
| 9 | "Um Dia Perfeito" "A Perfect Day"                               | 27 de novembro de 2005  | 3 de junho de 2010  |
| Lilly reabre um caso de 1965, em que uma criança de 4 anos sofria abusos da sua mãe, depois que um pescador encontra evidências da morte da menina na costa de Nova Jersey. |                                                                 |                         |                     |
| 10 | "Melhor Frank" "Frank's Best"                                   | 18 de dezembro de 2005  | 4 de junho de 2010  |
| Rush e Valens reabrem um caso de 2001, envolvendo o respeitado dono de uma mercearia, Frank Dicenzio, que aparentemente foi espancado por seu funcionário. Todos adoravam Frank, e ninguém poderia imaginar que alguém poderia tirar a vida dele. Todas as evidências apontam para o principal funcionário de Frank — até que alguém finalmente revela a verdadeira história. |                                                                 |                         |                     |
| 11 | "8 Anos" "8 Years"                                              | 8 de janeiro de 2006    | 7 de junho de 2010  |
| Em 1980, quatro colegas da escola decidem ir atrás de seus sonhos, mas nada sai como planejado quando um deles é assassinado em 1988. Agora, Lilly e Scotty recebem informações sobre o crime que revela como as esperanças e sonhos desses amigos deram errado quando eles enfrentaram as dificuldades da realidade da vida. |                                                                 |                         |                     |
| 12 | "Detenção" "Detention"                                          | 15 de janeiro de 2006   | 8 de junho de 2010  |
| Um bilhete sobre um suposto suicídio é encontrado e a equipe resolve investigar um caso de um menino que caiu do telhado da escola, em 1994. Eles descobriram que a vítima temia pela vida. |                                                                 |                         |                     |
| 13 | "Debutante" "Debut"                                             | 29 de janeiro de 2006   | 9 de junho de 2010  |
| Lilly reabre um caso de 1968 sobre uma menina de 18 anos que morreu, aparentemente, de forma acidental, na noite de sua festa de debutante. A mãe da menina procura a detetive para contar que um homem matou sua esposa da mesma maneira que sua filha morreu. |                                                                 |                         |                     |
| 14 | "Um Dia de Cão" "Dog Day Afternoon"                             | 26 de fevereiro de 2006 | 10 de junho de 2010 |
| Após uma série de roubos à bancos envolvendo ladrões que vestiam máscaras de Johnny Cash, Rush encontra uma ligação que talvez forneça novas informações sobre a morte de uma jovem funcionária de um banco em 2000, durante um roubo quase idêntico. Mas quando as pistas de Rush não ajudam no caso, a equipe terá que reconstruir cada passo do caso de 2000, na tentativa de encontrar o assassino, que ainda está foragido. |                                                                 |                         |                     |
| 15 | "Santuário" "Sanctuary"                                         | 12 de março de 2006     | 11 de junho de 2010 |
| Um caso de 1998, envolvendo tráfico de drogas é reaberto. A mulher assassinada teve um envolvimento com Scotty, mas ele manteve isso em segredo para a equipe. |                                                                 |                         |                     |
| 16 | "Uma Noite" "One Night"                                         | 19 de março de 2006     | 14 de junho de 2010 |
| Lilly e a equipe precisarão decodificar as pistas dadas por um perturbado assassino de forma a salvar um jovem que foi deixado à morte sozinho, reabrindo um caso de 1980. Mas antes eles precisam encontrar o garoto e para isso necessitam cavar ainda mais fundo em seus passados. |                                                                 |                         |                     |
| 17 | "Superstar" "Superstar"                                         | 26 de março de 2006     | 15 de junho de 2010 |
| Lilly recebe uma nova evidência de um caso de 1973, do assassinato de uma jovem fenômeno do tênis universitário, Andi, que foi venceu o melhor jogador da equipe masculina, Fritz, numa importante partida que talvez tenha lhe custado a vida. Fritz sempre foi o suspeito do crime, já que ele não tinha um álibi convincente e tinha um motivo, já que além de ficar constrangido ele também perdeu diversos negócios após perder o jogo. |                                                                 |                         |                     |
| 18 | "Willkommen" "Willkommen"                                       | 2 de abril de 2006      | 16 de junho de 2010 |
| A equipe reabre um caso de 2002, de um ator amador assassinado quando o proprietário de um teatro local encontra uma arma escondida em uma peça de mobília usada como cenário. |                                                                 |                         |                     |
| 19 | "Encher um Pouco é Lindo" "Beautiful Little Fool"               | 9 de abril de 2006      | 17 de junho de 2010 |
| Lilly reabre o caso de 1929, de uma mulher encontrada morta no Dia de Natal quando a bisneta da vítima pede sua ajuda. A mãe de Lilly reaparece, tentando se entender com a filha. |                                                                 |                         |                     |
| 20 | "Pena de morte: Última Instância" "Death Penalty: Final Appeal" | 16 de abril de 2006     | 18 de junho de 2010 |
| O caso de 1994, de uma menina de 16 anos assassinada, é reaberto quando o detetive Jeffries recebe o telefonema de um prisioneiro no corredor da morte, que será executado em três dias. |                                                                 |                         |                     |
| 21 | "Gaiolas" " The Hen House"                                      | 30 de abril de 2006     | 21 de junho de 2010 |
| O caso do assassinato de uma jornalista, em 1945, é reaberto quando surgem evidências de que ela foi jogada na frente de um trem por algum conhecido. |                                                                 |                         |                     |
| 22 | "O Rio" "The River"                                             | 7 de maio de 2006       |                     |
| Quando surge uma nova testemunha de um caso de 1984, envolvendo a morte de um conhecido médico, Lilly e a equipe decidem reabrir as investigações. O suspeito original era um mendigo com problemas mentais que foi condenado pelo crime baseado apenas em evidências circunstanciais e acabou morrendo na prisão. |                                                                 |                         |                     |
| 23 | "Joseph" "Joseph"                                               | 21 de maio de 2006      | 23 de junho de 2010 |
| Quando o cartão de crédito de uma vítima é usado um ano após sua morte, Lilly reabre o caso de 2005, de um conselheiro de um centro de reabilitação de jovens que foi assassinado duas semanas antes de prestar testemunho num caso de homicídio. Durante as investigações, Lilly percebe uma estranha conexão com a vítima e essa ligação pode acabar prejudicando o caso. |                                                                 |                         |                     |

## 4ª Temporada: 2006-2007
| # | Título                                       | Estreia EUA             | Estreia SBT         |
| --- | -------------------------------------------- | ----------------------- | ------------------- |
| 1 | "Violência" "Rampage"                        | 24 de setembro de 2006  | 24 de junho de 2010 |
| Em 1995, dois garotos adolescentes promovem um tiroteio por divertimento um shopping e logo em seguida cometem suicídio. A equipe é acionada para reabrir o caso quando uma nova evidência aponta um terceiro atirador que conseguiu se safar. |                                              |                         |                     |
| 2 | "Guerra em Casa" "The War At Home"           | 1 de outubro de 2006    | 25 de junho de 2010 |
| Reabre-se um caso de 2004, referente ao desaparecimento de uma veterana de guerra do Iraque, Dana Taylor, quando seu braço artificial de alta tecnologia é encontrado em um rio. Ao voltar para casa depois de 93 dias de combate, Dana não era a mesma. Voltou como uma heroína, mas a viúva de seu companheiro de guerra, que era a principal suspeita de seu desaparecimento, não pensava o mesmo. Enquanto isso. Scotty visita o seu irmão, Mike, por causa de uma investigação sobre abuso sexual infantil que está em aberto. |                                              |                         |                     |
| 3 | "Toupeiras" "Sandhogs"                       | 8 de outubro de 2006    | 28 de junho de 2010 |
| Quando a ossada de um homem é encontra da em um túnel do metrô é identificada como a de um mineiro desaparecido em 1948, Rush e Valens acreditam que existe a possibilidade de ter havido um assassinato. Em 1948, houve muitos rumores sobre o motivo do desaparecimento desse homem, talvez porque tentava sindicalizar os seus companheiros mineiros; ou devido ao seu romance que se tornou público e escandaloso. |                                              |                         |                     |
| 4 | "Bebês Azuis" "Baby Blues"                   | 15 de outubro de 2006   | 29 de junho de 2010 |
| Agora dedicada a cumprir a comovente tarefa de descobrir o assassino de um bebê, Rush reabre um caso de 1982 que envolve uma menina que morreu de Síndrome de Morte Súbita Infantil em circunstâncias suspeitas. Ela dá início à investigação com as duas únicas pessoas que estavam como o bebê na manhã em que morreu: seus pais.. Ao mesmo tempo. Ray entra novamente na vida de Rush. |                                              |                         |                     |
| 5 | "Salvando Sammy" "Saving Sammy"              | 22 de outubro de 2006   | 30 de junho de 2010 |
| Rush mistura trabalho com prazer quando seu namorado, Joseph pede que reabra um caso de 2003, O caso envolve um menino autista chamado Brent Harris que presenciou o assassinato dos seus pais. A memória fotográfica de Brent e sua incapacidade de mentir conduzem Rush a uma série de pistas e suspeitos. Agora. Rush e sua equipe precisam decifrar quais dados são reais e quais podem ser fragmentos da imaginação de Brent.                                                                                                  |                                              |                         |                     |
| 6 | "Estático" "Static"                          | 29 de outubro de 2006   | 1 de julho de 2010  |
| Quando se descobre que o suicídio de um célebre disc jockey da Filadélfia em 1958, foi na verdade um assassinato, Rush e sua equipe precisam descobrir a verdade sobre a vida particular desta personalidade pública, decifrando uma "mensagem" que passou desapercebida em seu último programa. |                                              |                         |                     |
| 7 | "A Chave" "The Key"                          | 5 de novembro de 2006   | 2 de julho de 2010  |
| Reabre-se um caso no qual Jeffries trabalhou quando era novo na Academia, em 1979, depois de se encontrar uma evidência perto do lugar onde o corpo da vítima apareceu originalmente. Jeffries prometeu a filha da falecida que encontraria o assassino de sua mãe e agora, de posse dessa nova evidência, está mais decidido do que nunca a encerrar o caso e levar o assassino a enfrentar a Justiça. |                                              |                         |                     |
| 8 | "Vagalumes" "Fireflies"                      | 12 de novembro de 2006  | 5 de julho de 2010  |
| Quando uma carta com a letra de uma criança aparece, a equipe precisa reabrir um caso de desaparecimento de um garota de 8 anos em 1975. |                                              |                         |                     |
| 9 | "Corações Solitários" "Lonely Hearts"        | 19 de novembro de 2006  | 6 de julho de 2010  |
| Em 1989, uma dona de casa de 33 anos, foi baleada em um beco. Agora, o caso que não teve solução foi reaberto porque depois do suicídio de um homem, foi encontrada um vídeo da vítima produzido para um serviço de encontros. Aparentemente, o homem estava assistindo ao vídeo quando se matou. A investigação revela que ele era um vigarista que saía com mulheres solitárias para roubar-lhes suas economias. Enquanto isso, Vera se muda para o seu próprio apartamento.                                                      |                                              |                         |                     |
| 10 | "Eternamente Triste" "Forever Blue"          | 3 de dezembro de 2006   | 7 de julho de 2010  |
| Depois de um condenado em agonia fornecer dados que podem resolver o assassinato de um policial em 1968, Rush reabre o caso. Nascido no seio de uma família de oficiais da polícia, o jovem patrulheiro Sean “Coop” Cooper trabalhava nas ruas quando os métodos duros, não totalmente legítimos, eram tidos como praxe para enfrentar os infratores nos casos de drogas. |                                              |                         |                     |
| 11 | "O vermelho e o Azul" "The Red And The Blue" | 10 de dezembro de 2006  | 8 de julho de 2010  |
| Quando o ex-companheiro de Jeffries compartilha uma nova informação sobre o assassinato de um cantor no ano 2000, o caso é reaberto o que torna necessário que Rush e Scotty, apesar de resistente, viajem para Knoxvilte, Tennessee, e se envolvam no mundo da música country. |                                              |                         |                     |
| 12 | "Nó nos Dedos" "Knuckle Up"                  | 7 de janeiro de 2007    | 9 de julho de 2010  |
| Em 2006, James Hoffman, um estudante, brilhante, merecedor de prêmios, motivado, que já vislumbrava seu destino nas melhores universidades, desapareceu. Agora sua irmã encontra na internet um vídeo clipe de James sendo brutalmente surrado e mostra o vídeo para Rush e Valens, que reabrem a investigação sobre o desaparecimento de James. |                                              |                         |                     |
| 13 | "Blecaute" "Blackout"                        | 14 de janeiro de 2007   | 12 de julho de 2010 |
| Rush e Scotty reabrem um caso de morte acidental de 1996, quando surge uma nova evidência que indica que poderia ter sido um assassinato. Os investigadores entram no mundo perfeito do riquíssimo clã dos Williams, mas logo descobrem que nenhuma família é perfeita, especialmente esta. Lauren Williams. a uma vez belíssima matriarca, ficou presa na casa de seu ex- marido durante uma tempestade de neve junto com seus dois filhos. Assim que amanheceu, foi encontrada no fundo da piscina.                               |                                              |                         |                     |
| 14 | "8:03 da manhã" "8:03 A.M."                  | 28 de janeiro de 2007   | 13 de julho de 2010 |
| Em 2002, dois jovens são baleados em frente a duas diferentes escolas no mesmo dia e precisamente às 8:03 da manhã. É o quinto aniversário do ocorrido e Kat Miller quer reabrir o caso porque acredita que os casos têm alguma ligação. |                                              |                         |                     |
| 15 | "Sangue nas Faixas" "Blood On The Tracks"    | 18 de fevereiro de 2007 | 14 de julho de 2010 |
| Quando rastros de explosivos são achados em uma casa, o time reabre um caso de 1981, onde um casal morreu na mesma casa e o caso foi dado como acidental. |                                              |                         |                     |
| 16 | "Adeus Quarto" "The Goodbye Room"            | 4 de março de 2007      | 15 de julho de 2010 |
| Lilly reabre um caso de assassinato de uma garota de 17 anos, morta um dia depois de dar à luz uma menina em uma casa para mães solteiras em 1964. |                                              |                         |                     |
| 17 | "Trocando as bolas" "Shuffle, Ball, Change"  | 11 de março de 2007     | 16 de julho de 2010 |
| Quando um corpo é encontrado em um depósito de lixo, a equipe reabre um caso de 1984, em que um adolescente que queria ser dançarino contra a vontade de seu pai foi assassinado. |                                              |                         |                     |
| 18 | "Um Dólar, Um Sonho" "A Dóllar, A Dream"     | 18 de março de 2007     | 19 de julho de 2010 |
| Em 1999, uma mulher é dada como desaparecida, e anos depois a equipe de detetives reabre o caso quando um corpo é encontrado nas profundezas de um rio, dentro de um carro. Conforme as investigações vão progredindo, as provas indicam que o veículo não só era seu meio de transporte, como também lhe servia de lar para ela e para suas filhas após a morte do marido. |                                              |                         |                     |
| 19 | "Delinquente" "Offender"                     | 25 de março de 2007     | 20 de julho de 2010 |
| Um pai desesperado se torna um serial killer e obriga a equipe a dar uma olhada no caso de assassinato de seu filho em 1987. |                                              |                         |                     |
| 20 | "Atitude" "Stand Up And Holler"              | 1 de abril de 2007      | 21 de julho de 2010 |
| Uma confissão anônima do assassinato em 1997 de uma garota de 16 anos, é encontrada numa exibição de arte moderna. Como resultado, Rush e a equipe são forçados a entrarem no complicado, sensível e cruel mundo das líderes de torcida da escola para solucionar o crime. |                                              |                         |                     |
| 21 | "Rasgado" "Torn"                             | 8 de abril de 2007      | 22 de julho de 2010 |
| A equipe re-investiga o seu caso mais antigo, o assassinato em 1919, de uma jovem mulher que lutava pelo direito das mulheres votarem, o que a fez se voltar contra a família. |                                              |                         |                     |
| 22 | "Carga" "Cargo"                              | 15 de abril de 2007     | 23 de julho de 2010 |
| O FBI pede à equipe de investigadores que reabra um caso no qual um estivador foi encontrado morto em 2005. Essa morte pode estar relacionada com uma rede da máfia russa, cuja atividade seria o tráfico de pessoas. |                                              |                         |                     |
| 23 | "A Boa Morte" "The Good Death"               | 29 de abril de 2007     | 26 de julho de 2010 |
| Um enfermeiro confessa ter recorrido à eutanásia para ajudar seis doentes em estado extremadamente grave por sentir pena deles. A equipe de investigadores reabrirá o caso de um doente em estado terminal - morto em 1998, antes do previsto - que esteve sob os cuidados do suspeito em questão e que pode ter sido outra de suas vítimas. |                                              |                         |                     |
| 24 | "Stalker" "Stalker"                          | 6 de maio de 2007       | 27 de julho de 2010 |
| Toda a equipe é mantida refém enquanto investigavam o assassinato de uma família inteira que aconteceu em 2006, após se mudaram para uma nova casa. |                                              |                         |                     |

## 5ª Temporada: 2007-2008
| # | Título                                      | Estreia EUA            | Estreia SBT          |
| --- | ------------------------------------------- | ---------------------- | -------------------- |
| 1 | "Assassinato Triplo" "Thrill Kill"          | 23 de setembro de 2007 | 28 de julho de 2010  |
| Depois de se recuperar do ferimento, Lilly quer convencer seu chefe que está pronta para voltar ao trabalho. A equipe reabre um caso de 1994, em que três crianças de dez anos foram espancadas até a morte. Lilly suspeita que os adolescentes condenados pelo crime são inocentes. |                                             |                        |                      |
| 2 | "Aquela Mulher" "That Woman"                | 30 de setembro de 2007 | 29 de julho de 2010  |
| Depois de encontrar uma pequena camiseta feminina atrás das rodas de uma caminhonete abandonada, Lilly Rush e sua equipe decidem abrir um caso de 1998, onde o corpo de uma jovem de 15 anos apareceu sem vida. Ela estava parcialmente vestida e com sinais de um severo espancamento. |                                             |                        |                      |
| 3 | "Círculo de Direção" "Running Around"       | 7 de outubro de 2007   | 30 de julho de 2010  |
| Em julho de 2006, Sarah Gunden e sua irmã Anna, ambas Amishs, decidem abandonar sua comunidade e seguir sua vida na Filadélfia. Algum tempo depois, um corpo que havia entrado para a lista de indigentes, foi localizado como sendo o de Anna. Scotty questiona seu chefe sobre a corregedoria. Enquanto isso, Lilly e os outros reabrem o caso, o que revela que a menina foi assassinada, e procuram o assassino. |                                             |                        |                      |
| 4 | "Música do Diabo" "Devil Music"             | 18 de outubro de 2007  | 2 de agosto de 2010  |
| Em junho de 1953, Bingo foi encontrado morto, como não havia pistas do assassino, o crime foi arquivado, mas recentemente um viciado surge dizendo ter sido testemunha deste crime. Ele revela que Bingo estava a frente de seu tempo e do preconceito sobre a música negra da época. Tudo indica que o assassinato ocorreu numa área de brancos e não numa área de negros, onde o corpo foi localizado. |                                             |                        |                      |
| 5 | "Ladrões" "Thick As Thieves"                | 21 de outubro de 2007  | 3 de agosto de 2010  |
| Em 1989, uma mulher é encontrada com vida por um policial após levar um tiro na cabeça. O caso é arquivado e ela fica em estado vegetativo. Recentemente, a mulher morre e os detetives são chamados para que possam descobrir sua identidade. Lilly percebe que ela recebia muitos presentes de um admirador secreto enquanto estava hospitalizada. Scott descobre quem o entregou para o corregedor… As próteses que a vítima usava leva os policiais até um cirurgião, capaz de revelar sua identidade. Mas os detetives não imaginavam que os mistérios deste caso, não parariam por aí… Desvendando uma incrível história de homicídio e troca de identidade! |                                             |                        |                      |
| 6 | "Menino Prodígio" "Wunderkind"              | 28 de outubro de 2007  | 4 de agosto de 2010  |
| O pai de um garoto morto a tiros em agosto de 2002, procura os detetives para recuperar alguns objetos pessoais de seu filho, alegando não ter visto o menino quando criança. No entanto, Lilly se recusa a fornecer qualquer objeto até que o caso seja esclarecido, reiniciando as investigações… |                                             |                        |                      |
| 7 | "Fim do Mundo" "World´s End"                | 4 de novembro de 2007  | 5 de agosto de 2010  |
| Em outubro de 1938, um radialista faz uma transmissão da guerra dos mundos, na época todos acreditaram que a cidade estava sendo invadida por alienígenas e o caos foi geral… Nessa mesma noite, Audrey Metz desapareceu misteriosamente deixando marido e filho. Recentemente, Lilly e Scotty são chamados até um grande buraco onde foi localizada uma ossada que estaria lá por 50 anos. No entanto, surge uma testemunha capaz de identificar o agressor! Vera encontra sua vizinha no hospital. |                                             |                        |                      |
| 8 | "Aldeia tomada" "It Takes a Village"        | 11 de novembro de 2007 | 6 de agosto de 2010  |
| Shermar tem 12 anos, e tem o sonho de gravar um CD, mas esse sonho é interrompido quando em 2007, ele entra para a lista de crianças desaparecidas. Até que o corpo de Shermar é encontrado dentro de um freezer em um armazém alugado. Todas as pistas indicam que se trata de um serial e as suspeitas se confirmam quando os detetives localizam mais 3 vítimas, no mesmo estado que Shermar: garotos negros, com a garganta cortada, e mantidos dentro de um freezer em armazéns espalhados pela cidade. |                                             |                        |                      |
| 9 | "Menino Louco" "Boy Crazy"                  | 18 de novembro de 2007 | 9 de agosto de 2010  |
| Em novembro de 1963, Samantha Randall foi encontrada morta num lago. Uma testemunha revela que Samantha ia contra os padrões sexuais da época e que sua audácia fez com que ela pagasse um preço alto por isso. Enquanto isso, o chefe fala sobre a decisão da corregedoria para Scotty. |                                             |                        |                      |
| 10 | "Justiça" "Justice"                         | 25 de novembro de 2007 | 10 de agosto de 2010 |
| Scotty e Lilly reabrem um caso de 1982, após serem chamados ao cemitério onde o corpo de Mike Delaney, orador da turma de 82, está enterrado. Em seu túmulo foi pichado: estuprador, o que leva os detetives a um registro policial em nome de Tessie, acusando Delaney de tê-la estuprado. Todos se impressionam com o número de garotas violentadas, principalmente Lilly, obstinada a solucionar este caso. |                                             |                        |                      |
| 11 | "Família 8108" "Family 8108"                | 9 de dezembro de 2007  | 11 de agosto de 2010 |
| Durante a Segunda Guerra, nipo-americanos eram encaminhados para "campos de concentração" e foi nesta mesma época que Ray Takahashi foi encontrado morto em 1945 assim que saiu do acampamento com a esposa e filhos. Recentemente, sua filha Bárbara procura pelos detetives no intuito de desvendar sua morte, após ter encontrado um envelope enviado por seu irmão que estava lutando na Segunda Guerra. |                                             |                        |                      |
| 12 | "Sabotagem" "Sabotage"                      | 6 de janeiro de 2008   | 12 de agosto de 2010 |
| Os detetives são convocados para investigar a explosão de uma bomba num armário de academia. Os especialistas relacionam este caso, com outras três explosões no passado que ocorreram desde 1999. Em todos os casos a bomba era caseira e mantida numa caixa de madeira. Um mistério difícil de se resolver, já que o assassino está usando o nome de um presidiário. |                                             |                        |                      |
| 13 | "Aranhas" "Spiders"                         | 17 de janeiro de 2008  | 13 de agosto de 2010 |
| Em 1998, a advogada Kate representou a jovem Tamyra Borden, que pedia a emancipação pois seu pai a maltratava, mas não ganhou o caso e três meses depois a garota foi encontrada morta. Agora o caso é reaberto pois o homem é acusado de deixar sua enteada de três anos em coma. Kate então procura os detetives para que a ajudem. Interrogam o pai das meninas, que está na cadeia, e ele conta do último dia que falou com sua filha, o que os levam ao namorado dela, conhecido como "aranha" e, ao encontrá-lo, descobrem que ele é neo-nazista. |                                             |                        |                      |
| 14 | "Andy em Dó Menor" "Andy In C Minor"        | 31 de março de 2008    | 16 de agosto de 2010 |
| Em 2006, o jovem Andy, portador de deficiência auditiva, desaparece. Agora os detetives encontram uma nova evidência, uma sala com o sangue do garoto, na escola onde estudava. Interrogam a diretora e a voluntária que trabalhavam no colégio, um amigo e a ex-namorada do rapaz. |                                             |                        |                      |
| 15 | "A Estrada" "The Road"                      | 6 de abril de 2008     | 17 de agosto de 2010 |
| Durante a festa de noivado de David e Brenda, em agosto de 2007, ela desaparece e encontram sangue de John Smith no estacionamento. Os detetives vão atrás de John e ao descobrir sua profissão, e também descobrem que ele já matou outras mulheres antes. |                                             |                        |                      |
| 16 | "Reputação Ruim" "Bad Reputation"           | 13 de abril de 2008    | 18 de agosto de 2010 |
| Em 1997, um traficante de drogas encontra um corpo e corta a mão dele para vender as digitais. Os detetives investigam a vida do morto e descobrem que é Pete Doyle, que depois de 12 anos na cadeia, foi procurar seu filho, tentar conseguir um emprego e buscar uma vida normal, apesar de sua reputação ruim. Com a investigação querem descobrir quem matou esse homem, anos antes. |                                             |                        |                      |
| 17 | "Deslizando" "Slipping"                     | 27 de abril de 2008    | 19 de agosto de 2010 |
| Em 1962, Nancy Patterson se enforca no sótão de sua casa, o caso foi encerrado como suicídio. A neta da mulher procura os detetives para mostrar um bilhete de despedida que só encontrou atualmente, só que a letra não é a de sua avó. Reabrem o caso, falam com a filha de Nancy, seu ex-marido e a governanta que trabalhou na casa. Descobrem mais detalhes sobre a morte da mulher, será que ela realmente se suicidou? |                                             |                        |                      |
| 18 | "Fantasma do meu filho" "Ghost Of My Child" | 4 de maio de 2008      | 20 de agosto de 2010 |
| Em 2005, um bebê de oito meses, morre durante um incêndio acidental de seu prédio. Priscila, a mãe do bebê, é presa nos dias de hoje por fazer arruaça, ela afirma ter visto seu filho. A equipe de detetives reabre o caso sobre a morte do bebê e descobrem que o incêndio não foi acidental. O que mais será que descobrem durante as investigações? |                                             |                        |                      |

## 6ª Temporada: 2008-2009
| # | Título                                          | Estreia EUA             | Estreia no SBT         |
| --- | ----------------------------------------------- | ----------------------- | ---------------------- |
| 1 | "Dias de Glória" "Glory Days"                   | 28 de setembro de 2008  | 23 de agosto de 2010   |
| O caso de um antigo astro do futebol americano morto em 1973, é reaberto quando um fã descobre novas evidências compradas no Ebay que provam que o jogador foi morto na noite após o grande jogo, ao invés da manhã como foi concluído na época. |                                                 |                         |                        |
| 2 | "Vocação" "True Calling"                        | 5 de outubro de 2008    | 24 de agosto de 2010   |
| Rush reabre o caso do assassinato de Laura McKinney em 1991, quando um ex-aluno dela que hoje, é um professor encontra as chaves do carro dela em uma mesa na escola onde ela trabalhava. |                                                 |                         |                        |
| 3 | "Mulheres de Quarta-Feira" "Wednesday's Women"  | 12 de outubro de 2008   | 25 de agosto de 2010   |
| Rush e a equipe investigam o assassinato em 1964, de uma jovem mulher branca que, sob o pretexto de vender Tupperware, viajou secretamente em um grupo misto para o Mississippi durante o Verão da Liberdade para trazer suprimentos e ajuda com as "Freedom Schools". |                                                 |                         |                        |
| 4 | "Patinadora" "Roller Girl"                      | 19 de outubro de 2008   | 26 de agosto de 2010   |
| A equipe reabre o caso de 1978 da patinadora Missy Galavan que foi encontrada morta em um barranco, quando uma testemunha diz ter novas informações sobre o caso. |                                                 |                         |                        |
| 5 | "Férias na Praia" "Shore Leave"                 | 26 de outubro de 2008   | 27 de agosto de 2010   |
| A equipe investiga o caso de 1951 da morte de um jovem da marinha encontrado após abandonar o posto em seu último dia de férias no litoral. |                                                 |                         |                        |
| 6 | "O Vendedor" "The Dealer"                       | 2 de novembro de 2008   | 30 de agosto de 2010   |
| O corpo de Donna D`amico foi encontrado no porta-malas de um carro que estava abandonado no ferro velho. Ela havia desaparecido em 1981, deixando uma filha de 5 anos. Donna era recepcionista em uma concessionária mas sempre pedia uma oportunidade para vender um carro. Quando esta oportunidade surgiu, Donna impressionou. Numa época em que os modelos japoneses estavam tomando o lugar dos americanos no mercado, surge então um briga interna entre os vendedores. A medida que Donna ia conseguindo espaço e ganhando os bônus, ela despertava a ira de seus colegas de trabalho. |                                                 |                         |                        |
| 7 | "Um Pequeno Passo" "One Small Step"             | 9 de novembro de 2008   | 31 de agosto de 2010   |
| Em 1969, um homem estava a um passo do maior feito da humanidade. O mesmo ano em que Danny Finch foi encontrado morto. O principal suspeito acabou sendo condenado por vários crimes e o assassinato de Danny ficou ligado a isso, fazendo com que o departamento de homicídios, na época, acreditasse que não havia mais o que procurar e o caso foi encerrado. O detetive Mcavoy, agora aposentado, que investigava o crime em 69, tem provas para acreditar que ainda havia algo a revelar sobre a morte do garoto. Algo aconteceu naquele rio, e ainda hoje há alguém tentando encobrir a verdade do que realmente houve naquele dia. |                                                 |                         |                        |
| 8 | "Ameaça Tripla" "Triple Threat"                 | 2 de novembro de 2008   | 1 de setembro de 2010  |
| Em agosto de 1989, na Filadélfia, Nádia era uma cantora de ópera russa que após uma apresentação, junto com seu pai e seu irmão, vão a uma delegacia e pedem asilo político. Fugindo da Rússia, a família havia desertado e tinha a ilusão de que a Filadélfia seria um novo lar seguro. Mas estavam enganados… quatro meses depois Nádia é encontrada morta sendo vítima, a princípio, de um arrastão no metrô devido a uma onda de crimes na cidade. Sua bolsa é encontrada recentemente e o caso é reaberto com a suspeita de que poderia ser um envenenamento homicida. |                                                 |                         |                        |
| 9 | "Garota Pin Up" "Pin Up Girl"                   | 16 de novembro de 2008  | 2 de setembro de 2010  |
| Em Julho de 1953, uma ex-garçonete e agora Pin Up, Rita Flynn, fazia sucesso nas revistas de moda da época e mexia com a imaginação dos homens. Sob os olhos de uma câmera, rita conseguia enxergar que a vida comum também poderia ser interessante. Mas ela não teve tempo de mostrar ao mundo seu dom… no mesmo ano em que Rita alavancaria sua carreira ela fora assassinada. Hoje, um antigo fã traz à detetive Rush aquela que poderia ser a última foto antes da morte da modelo. Novas e importantes evidências apontam que o fanatismo pode ter virado obsessão. |                                                 |                         |                        |
| 10 | "Dinheiro da Rua" "Street Money"                | 30 de novembro de 2008  | 3 de setembro de 2010  |
| Em 2005, Dexter Collins era um ativista comunitário e também um potencial candidato a vereador. Ele lutava contra o tráfico de drogas e a violência que cercava as comunidades carentes de seu bairro. Certa noite, ele foi encontrado morto a tiros e portando uma quantidade considerável de drogas. Dexter estava dando trabalho para seu adversário, mas também despertava a ira da "máfia da rua 6" com sua política anti-drogas. A questão não era luta pelo poder, nem ascensão política; Dexter queria mesmo era mudar a realidade das ruas mas pagou por isso com sua vida. |                                                 |                         |                        |
| 11 | "Asas" "Wings"                                  | 21 de dezembro de 2008  | 6 de setembro de 2010  |
| Em 1960, todos pensavam que a aeromoça Allison Thurston estaria se aventurando na Espanha, mas, sem notícias, foi dada como desaparecida. Seu corpo foi encontrado em meio aos destroços do luxuoso Hotel Republican. A prioridade agora é encontrar o assassino de Allie, que jamais pensou em fugir. Ela lutava por um ideal e quando finalmente conseguiu o que queria, alguém cortou suas asas. |                                                 |                         |                        |
| 12 | "Febre" "Lotto Fever"                           | 4 de janeiro de 2009    | 7 de setembro de 2010  |
| Em 2007, Ed Dubinski era o mais novo milionário de Fishtown. Um único bilhete premiado o deixou responsável pela fortuna de 8 milhões de dólares. O dinheiro, gasto em 6 meses, mudou completamente sua vida. Ed pagou um alto preço para entender que essa fortuna seria um grande motivo para matar alguém. Anos depois, por um deslize, finalmente, o assassino foi identificado. |                                                 |                         |                        |
| 13 | "Furo de Reportagem" "Breaking New"             | 11 de janeiro de 2009   | 8 de setembro de 2010  |
| Em 1988, durante a cobertura de um evento de uma empresa, a jornalista de TV Jane Everett fazia aquela que seria a maior matéria investigativa de sua carreira. Ela comprovou que a fábrica Shaw Plásticos estava utilizando amianto como matéria prima de seus produtos, o que fez com que muitos funcionários ficassem doentes. A empresa se manteve omissa até Jane descobrir.Jane foi encontrada morta em um parque da cidade. Agora, a principal pista para a solução do caso está no acervo do canal 7: um vídeo amador em que Everett marcava um encontro. Possivelmente com a última pessoa a tê-la visto com vida… ou com o assassino. |                                                 |                         |                        |
| 14 | "O Vendedor De Escovas" "The Brush Man"         | 25 de janeiro de 2009   | 9 de setembro de 2010  |
| Após a drenagem de um lago, os restos mortais de Roy W. Dunn foram encontrados. De um simples vendedor de artigos para o lar, Dunn torna-se acusado de desaparecer levando grande quantia em dinheiro e vários produtos da empresa em que trabalhava. Em 1967, Roy era um vendedor exemplar, mas nem todos da vizinhança gostavam dele. Talvez ele tenha tido o azar de bater na porta errada. Seu sumiço nunca havia sido solucionado... até agora. |                                                 |                         |                        |
| 15 | "Proteção à Testemunha" "Witness Protection"    | 15 de fevereiro de 2009 | 10 de setembro de 2010 |
| A manhã na divisão de homicídios de Filadélfia é marcada pelo desaparecimento de Jeff Feldman. O sumiço do garoto não seria de responsabilidade deste departamento, se não fosse pelo seu envolvimento em um caso sem solução de 2008. Os Feldman foram inscritos no programa de proteção à testemunha, desde que Ben Feldman fora convocado para testemunhar contra Fred Ghiacconi, um chefe do crime organizado ligado à mafia, do qual ele era contador. Há um ano Ben fora a Filadelfia para pegar dinheiro e nunca mais voltou, provavelmente assassinado a mando de Ghiacconi. Seu corpo foi encontrado em um rio e identificado pelo seu filho Jeff, que desapareceu. Fred Ghiacconi estava prestes a ser julgado. Eliminar as principais testemunhas contra ele poderia ser uma forma de se livrar da condenação. |                                                 |                         |                        |
| 16 | "Chacais" "Jackals"                             | 8 de março de 2009      | 13 de setembro de 2010 |
| Colin Blake acabou de sair da prisão. Desde que foi preso, em 1976, convive com o assassinato de sua filha Sarah Blake, de 17 anos, que foi esfaqueada até a morte e abandonada em uma floresta qualquer dois meses depois de Colin ser condenado.Sarah descobriu que o pai era um criminoso e, decepcionada, se envolveu com os chacais, uma gangue de motoqueiros da pesada da Filadélfia que existe até hoje.Traída pelo pai e rejeitada pelas amigas da escola, para Sarah só havia um lugar onde pudesse se sentir bem de novo. Ela não sabia no que estava se metendo, mas já não tinha nada mais a perder... E os chacais também não. Ao descobrir que os chacais não eram confiáveis, sua única saída era fugir para garantir sua vida, mas Sarah levava consigo algo que os chacais queriam de volta e fariam de tudo para recuperar. Depois de todos estes anos os chacais continuam com suas ações criminosas, por isso ainda seria possível desmanchá-la e punir de uma vez por todas o assassino de sua filha.                             |                                                 |                         |                        |
| 17 | "Policial Ferido" "Officer Down"                | 15 de março de 2009     | 14 de setembro de 2010 |
| Os casos antigos deixam de ser prioridade quando, numa noite de 15 de março de 2009, Will Jeffries é baleado numa loja de conveniência enquanto comprava leite. Pouco antes disso, Pops, o dono da loja, era rendido e atingido por um tiro letal. Seria um assalto mal sucedido? Acerto de contas? Vingança de gangues? Ainda não se sabe. A equipe acredita em mera fatalidade; Jeffries estaria no lugar errado, na hora errada. Mas as circunstâncias mostram que não era bem assim... Ele tinha um bom motivo para estar lá... |                                                 |                         |                        |
| 18 | "Jogos Mentais" "Mind Games"                    | 22 de março de 2009     | 15 de setembro de 2010 |
| Em 2004, a Dra. Julie Ramierez, terapeuta especialista em esquizofrenia, foi morta num incêndio criminoso em sua casa. Devido a uma série de incêndios provocados, este crime foi atribuído a um homem que foi condenado e que cumpre pena até então. Hoje, 5 anos depois, uma pista chega para por dúvida sobre quem realmente a matou. Pete Scanell, esquizofrênico e ex-paciente de Julie, foi visto num abrigo no centro da cidade portando um diário que comprova que ele esteve na cena do crime. Agora cabe à divisão de homicídios da Filadélfia ir contra os delírios e distúrbios de Pete para descobrir a verdade e entender o que realmente aconteceu naquele dia. |                                                 |                         |                        |
| 19 | "Libertyville" "Libertyville"                   | 29 de março de 2009     | 16 de setembro de 2010 |
| Em 1958, devido às cidades lotadas, a falta de moradia atingia também a Filadélfia. Pensando nisso, Julian Bellowes arriscou apresentar o projeto de um grande empreendimento imobiliário para o empresário Harry Kemp. Ter a casa própria era o auge do sonho americano e era isso que Libertyville representaria.... Até Julian ser encontrado morto pouco tempo antes de se iniciarem as obras. Uma pista revela que o que acabou naquele campo no meio do nada, poderia ter começado em outro lugar. Mesmo depois de 50 anos certas pistas nunca se perdem. A morte de Julian significaria a ascensão de muitos; é claro que ele também tinha seus segredos, mas tentava fazer o que era certo. Dedicado, cheio de idéias e qualidades, Julian fez uma escolha no passado e, embora estivesse arrependido, era muito tarde para voltar atrás. Todos queriam um pedaço do sonho americano, mas este não era um sonho para todos… Nem mesmo para Julian.                                                                                              |                                                 |                         |                        |
| 20 | "Base Roubada" "Stealing Home"                  | 12 de abril de 2009     | 17 de setembro de 2010 |
| Em 1998, graças à lei pés molhados/pés secos, o astro de baseball cubano Gonzalo Luque conseguiu asilo político ao chegar nadando até a América. Nem todos os balseiros que vinham com ele tiveram a mesma sorte. Viver em Cuba significaria estar longe da liberdade e Luque, com todo seu talento, viraria em pouco tempo um grande astro do baseball também na América, impulsionando sua carreira e tendo condições de sustentar sua família que deixara em Cuba. Pouco mais de um ano depois em 1999, Luque é encontrado em um beco, morto por uma forte pancada no peito, resultando numa parada cardíaca. Uma testemunha surge hoje para por dúvida ao verdadeiro local do crime e, com a arma do crime em mãos, a divisão tem mais um caso a ser desarquivado, enquanto se prepara para o torneio anual de softball. |                                                 |                         |                        |
| 21 | "22 de Novembro" "November 22nd"                | 26 de abril de 2009     | 20 de setembro de 2010 |
| Em 1963, enquanto os principais meios de comunicação noticiavam com pesar o assassinato do então presidente Kennedy, no mesmo momento, na Filadélfia, o jogador Patrick Lenox levava um tiro nas costas. Mais de 40 anos depois, durante uma reforma no bar White`s, que era o ponto de encontro de jogadores de sinuca, a arma do crime é encontrada. Com uma vida de apostas ilegais, fraudes e trapaças, Patrick Lenox, o Rifle, poderia ter passado para trás a pessoa errada. Sua obsessão em retornar à Filadélfia para desafiar o lendário Baltimore Red lhe traria grande azar. Mas talvez sua falta de sorte nada tivesse a ver com sinuca... |                                                 |                         |                        |
| 22 | "Linhagem Militar Parte 1" "The Long Blue Line" | 3 de maio de 2009       | 21 de setembro de 2010 |
| Durante uma realocação de túmulos em um cemitério, o corpo da jovem Kate Butler é encontrado dentro de um armário. Ela foi morta e enterrada junto a seus pertences como indigente. Kate era uma cadete do 1º ano do Instituto Militar da Pensylvania (IMP) e era também uma das primeiras mulheres a serem aceitas em escolas militares tradicionalmente masculinas. Estava desaparecida desde 2005 e todos achavam que ela não havia aguentado a pressão e tivesse fugido. Com um tratamento duro e desumano, principalmente para as mulheres, a violência psicológica era apenas um entre tantos outros abusos que a cadete precisava enfrentar. Mas Kate não era do tipo que desistiria facilmente. No IMP todos tinham motivos para odiá-la... Por isso todos eram suspeitos. Embora a lei exigisse a equiparação entre os sexos nas academias militares, Kate jamais seria igual a eles. Com uma lista mais restrita de suspeitos, Lily estava chegando perto demais. Por isso, em nome do IMP, alguém tinha que fazer alguma coisa para detê-la. |                                                 |                         |                        |
| 23 | "Azul" "Into the Blue"                          | 10 de maio de 2009      | 22 de setembro de 2010 |
| A investigação da morte da cadete Butler em 2005 continua... por estar se aproximando da verdade, Lily acabou sendo vítima de um atentado. Mas isso não a impediu de seguir em frente nas investigações. Embora os registros de saída do campus mostrassem o contrário, a detetive descobre que Kate jamais havia deixado o IMP com vida. Lilly tinha um nome: Lawrence Gardner... E cada vez mais as evidências apontam para ele como sendo o responsável pela morte da garota, inclusive pelo incidente no banheiro. Mas a morte de Kate não seria a única que a divisão teria de solucionar para fechar o caso. Enquanto isso Lily revive sua própria jornada de vida, desde o abandono do pai até a chegada ao posto de primeira detetive de homicídios da Filadélfia. Kate tinha um futuro promissor no IMP, mas certas tradições são difíceis de serem mudadas e nessa hora, códigos de honra não servem para nada. Ainda que não satisfaça, há dois lados em todas as histórias e, enquanto existirem evidências, nenhum caso será esquecido...  |                                                 |                         |                        |

## 7ª Temporada: 2009-2010
| # | Título                                    | Estreia EUA             | Estreia SBT             |
| --- | ----------------------------------------- | ----------------------- | ----------------------- |
| 1 | "A Travessia" "The Crossing"              | 26 de outubro de 2009   | 27 de setembro de 2009  |
| Em 1966, Darcy Curtis embarcaria para a Europa com sua amiga Grace no S.S. Americana, o transoceânico considerado o mais veloz e luxuoso de seu tempo. Também conhecido como o navio dos suicídios, o "Grande A" guarda relatos de que várias pessoas já haviam se jogado no mar durante a travessia e Darcy era mais uma delas...até agora. Embora tudo apontasse que a jovem tivesse mesmo se atirado, uma ossada encontrada na sala das máquinas do navio, que jaz agora enferrujado num pier pelo tempo, vem para contradizer essa história. Enquanto isso, o Major Moe Kitchener, que teve cumplicidade no assassinato da cadete Kate Butler, agora responde pela tentativa de homicídio da detetive Lilly Rush. |                                           |                         |                         |
| 2 | "Manobra Radical" "Hoodrats"              | 2 de novembro de 2009   | 4 de outubro de 2009    |
| Em 1995, as coisas em casa eram difíceis para Nash Simpson que com 17 anos fugiu após mais uma briga com o namorado da mãe. Seu irmão caçula, Mick, esperava sua volta até então. Quando um corpo é encontrado em um duto de ventilação em um galpão e é dado como indigente devido ao seu estado de decomposição, Mick tem em mãos uma pista que prova que sua busca havia terminado. Definitivamente Nash era um prodígio no skate e tinha futuro no mercado profissiolnal. Ele fazia manobras em 95 que muitos tentam fazer até hoje. Nash só queria ter condições de tirar seu irmão daquela vida que abandonou, mas muitos apostavam em seu talento e viam em Nash a chance de crescerem também. Só não esperava-se que para isso ele tivesse que morrer. Enquanto isso, o departamento de Stillman passa dificuldades com um excessivo corte de gastos, graças as investidas de Doherty. Scotty é procurado por seu pai, que está preocupado com o comportamento estranho de sua mãe. Paul Cooper quer que Lilly finalmente conheça sua família.                                                                                                   |                                           |                         |                         |
| 3 | "Jurisprudência" "Jurisprudence"          | 9 de novembro de 2009   | 11 de outubro de 2009   |
| Em 2004, Alex Caceres foi julgado e condenado injustamente à 18 meses numa detenção juvenil. Na época, Scotty Valens, que trabalhava na narcóticos, iria depor a seu favor, mas não conseguiu chegar a tempo de impedir sua condenação. Naquele mesmo ano, Alex havia sido encontrado morto em seu alojamento e as evidências apontavam para uma infeliz morte acidental. Hoje o garoto Michael Roberts consegue chegar até a divisão de homicídios e convencer Scott a reabrir o caso. Embora a jurisprudência sirva para assegurar que haja justiça, em 2004 o sistema judiciário falhou com Alex. Mas o garoto havia deixado uma pista para Scotty e agora, depois de 5 anos, o detetive tem a chance de se redimir. Alex descobrira que jurisprudência não era só um sistema legal; para alguns, era uma forma de ganhar dinheiro à custa de instituições não fiscalizadas como o Havenhurst. Por trás daqueles muros, justiça não era uma palavra bem vinda. Lilly está adiando o jantar com seu pai e a família. Doherty ameaça e Stillman terá de dispensar um de seus agentes.                                                                   |                                           |                         |                         |
| 4 | "Alma" "Soul"                             | 16 de novembro de 2009  | 25 de outubro de 2009   |
| Em 1970, Billy Sanders foi assassinado com um golpe violento na cabeça, numa sexta-feira à noite, numa das ruas mais perigosas da Filadélfia. Billy tinha um talento nato para a música e tocava órgão na igreja. Ele era filho do respeitado reverendo Tom Sanders e tinha uma reputação a zelar. Por isso, seu gosto pela música mundana devia permanecer em segredo, bem como suas fugas para tocar num conhecido bar de jazz. Em meio a composições bem sucedidas e bebidas, Billy teve seu auge ao cair nas graças do dono de uma gravadora local. O jazz estava em sua alma. Billy não era a único a ter uma vida secreta fora da igreja, mas foi o primeiro a ter coragem de seguir seu próprio caminho. E isso custou sua vida... |                                           |                         |                         |
| 5 | "Mulheres da Força Aérea" "WASP"          | 23 de novembro de 2009  | 1 de novembro de 2009   |
| Em 1944, várias mulheres eram treinadas pela Força Aérea Americana para transportar aviões de combate durante a 2ª Guerra. Mesmo mal vistas pelos homens, que não estavam satisfeitos em dividir a base, elas integravam com excelência o WASP, Corpo de Mulheres da Força Aérea. Vivian Lynn era determinada. Ela podia pilotar qualquer coisa que tivesse asas e motor. Declarada como desaparecida em serviço, o avião em que voava é finalmente encontrado junto com o seu corpo. O fato das mangueiras de combustível e a do líquido do radiador estarem trocadas, indicavam sabotagem. Alguém a queria no chão... E hoje, as evidências poderiam revelar quem era o assassino. |                                           |                         |                         |
| 6 | "Páreo da Morte" "Dead Heat"              | 30 de novembro de 2009  | 8 de novembro de 2009   |
| Durante a reforma de uma pista de corrida, os restos mortais de Sonny Sandoval, um aclamado jockey da época, desaparecido desde 1986, foi encontrado numa cova para cavalos. Desde aquele ano, acreditava-se que Sonny havia partido para o México, como disse que faria após sua última corrida. Corrida esta que ele perdeu nos últimos segundos. Pouco tempo depois, a divisão de homicídios descobre que o Jockey havia perdido essa corrida propositalmente, o que despertara a ira de muitos que apostavam nele. No mundo das corridas de cavalo sempre houve muito dinheiro em jogo, e a rivalidade estava presente tanto nas pistas como fora delas. Por problemas de saúde, a carreira de Sonny, assim como seu corpo, estava entrando em falência. As corridas não lhe interessavam mais e, ao perder, Sonny cavara sua própria cova, tendo o mesmo infeliz destino daqueles cavalos que deixavam de ganhar: a morte. |                                           |                         |                         |
| 7 | "As Entrelinhas" "Read Between the Lines" | 7 de dezembro de 2009   | 8 de novembro de 2009   |
| Em 1991, Donalyn Sullivan, de 14 anos, foi encontrada morta, enrolada em um tapete num dos lixões da periferia da cidade. 18 anos depois, em troca de uma regalia na prisão, um detento indica onde o crime realmente ocorreu. Num porão velho de um frequentada boate da época, foram encontrados vestígios de sangue e a arma do crime: um cano. Após passarem por pelo menos 5 lares adotivos diferentes, Donalyn e sua irmã caçula, Meesha, foram morar com o Kenneth e Alice Watson, um casal com dificuldades para ter filhos. Donalyn queria ser aceita nas ruas e seu talento em fazer rap encantava a muitos e despertava o ódio de outros. Perto de se transformar em uma MC de verdade, a garota só queria que a escutassem. Com uma infância difícil, muito de sua história era contada nas músicas. Em especial, uma delas tinha algo a revelar, mas era preciso "ler nas entrelinhas", e, assim, descobrir quem foi o responsável por sua morte precoce. |                                           |                         |                         |
| 8 | "Chinatown" "Chinatown"                   | 14 de dezembro de 2009  | 22 de novembro de 2009  |
| Em 1983, Chinatown já sofria com a violência deflagrada por uma guerra entre gangues. Em agosto, o jovem Jack Chao Lu foi morto com um tiro à queima roupa e até hoje não havia nenhuma pista ou prova que ajudasse a polícia a solucionar o caso. Até que a própria mãe dele, que na época foi impedida pelo marido de depor, procura Stillman, o responsável pelo caso, pois tinha algo a dizer. Jack não era de gangue. Três meses antes de sua morte, Tam Sung, uma vietnamita por quem era apaixonado, ficou em meio a um fogo cruzado durante um tiroteio num festival de rua e acabou morrendo em seus braços. Jack sabia que a gangue Dragon Boys era responsável e por isso queria vingança. Enquanto os chineses não confiavam na polícia americana, Jack ainda tinha esperanças de que eles pudessem encontrar os assassinos de Tam e, de quebra, livrar Chinatown do controle das gangues. Mas descobriu da pior forma possível que havia pessoas nas quais ele simplesmente não podia confiar e que tinha muito mais gente do que podia imaginar a serviço da Dragon Boys e seu trabalho sujo.                                              |                                           |                         |                         |
| 9 | "Perícia" "Forensics"                     | 11 de janeiro de 2010   | 6 de dezembro de 2009   |
| Em 1999, Luke Cronin tinha um talento notável em debates estudantis. Quando foi convidado a compor a equipe da academia Maynard, uma das mais influentes do país, Luke vivia sob constante pressão, pois carregava o pesado fardo de ser um bolsista e, mais ainda, por desbancar todos os seus colegas nos treinos. A Maynard, graças a Luke, ganhava todas as competições, mas foi na final do torneio de debates que Luke teve sua primeira derrota. Naquela mesma noite, ele teria se suicidado. Não havia nenhuma razão para duvidar disso até que, em meio a suas anotações, é encontrada uma carta de ameaça, dando a deixa para que o caso fosse reaberto. Inteligente ou não, Maynard não era seu mundo. Luke sabia disso, e seus colegas mais ainda. Só que para manter um segredo, algumas pessoas são capazes de tudo. Enquanto isso, Vera é alertado sobre os sérios problemas de saúde que enfrentará se não parar de beber. e Scotty finalmente descobre o que sua mãe tanto tentava esconder. |                                           |                         |                         |
| 10 | "Gelo" "Iced"                             | 18 de janeiro de 2010   | 13 de dezembro de 2009  |
| Em 1980, Tommy Flanagan, jogador de hóquei da liga amadora, é encontrado morto no ringue por traumatismo craniano. Ele havia levado uma forte pancada na cabeça com um taco de hóquei. A arma do crime ainda estava no local, mas não foi encontrado nenhum dna que pudesse identificar algum suspeito. Cullen Masters, principal suspeito na época, por seu histórico de agressividade nos jogos, e principalmente com Tommy, não tinha passado por julgamento pois as provas que o incriminavam eram circunstaciais, boatos... Nunca houve confissão. Hoje Cullen procura a divisão para confirmar seu álibi e provar sua inocência. Tommy não tinha porte para o jogo, por isso era alvo constante de ataques nos jogos. Ele tinha coragem, e quando se destacou e passou a ser respeitado dentro e fora de campo, acabou despertando a ira de muitos. Mas será que uma richa de jogo é motivo suficiente para matar alguém? A questão é que o assassino de Tommy ainda está à solta por aí... Enquanto isso, Scotty tenta obter alguma informação de sua mãe que possa ajudar a identificar o bandido, mas Rosa ainda não está pronta para ajudar... |                                           |                         |                         |
| 11 | "O Bom Soldado" "The Good Soldier"        | 8 de fevereiro de 2010  | 10 de janeiro de 2010   |
| A equipe reabre o caso de 2005, um recrutador do exército que foi morto no bairro perigoso onde ele trabalhou dois dias antes de sua implantação prevista para o Iraque. |                                           |                         |                         |
| 12 | "Em fuga" "The Runaway Bunny"             | 22 de fevereiro de 2010 | 17 de janeiro de 2010   |
| Harry Danton era um policial que teve a carreira encerrada após dar um soco no capitão. Virou detetive particular, ganhando a vida tirando fotos de maridos e esposas infiéis. Desde 1974 ele estava desaparecido; hoje, sua ossada foi encontrada em meio ao concreto na fundação de um prédio comercial. Ele trabalhava no caso de um advogado figurão que, em nome de uma cliente rica, exigia discrição. Este era seu mais importante caso em anos...Harry só não podia imaginar que também seria o último... Enquanto isso, Lilly faz o que pode para incomodar Moe. E Scotty busca sozinho pelo bandido que atacou sua mãe... |                                           |                         |                         |
| 13 | "Pichador" "Bombers"                      | 8 de março de 2010      | 14 de fevereiro de 2010 |
| Em 1982, Carlos Espinosa era Blaze, um grafiteiro que foi encontrado morto num beco. Ele havia levado uma forte pancada na cabeça e depois foi asfixiado com tinta. Tudo levava a crer que Blaze teria decretado a própria morte ao pichar em cima da arte de outro. Na época, sua mãe havia o expulsado de casa porque achava que ele não passava de um pichador e viciado. Hoje, ela encontra seu livro de grafiteiro e, ao descobrir que o filho era um artista, quer que o caso seja reaberto para descobrir o que realmente aconteceu. Enquanto isso, Miller fica preocupada ao receber a notícia de que o pai de sua filha agora briga na justiça por sua custódia. E Moe formaliza uma queixa criminal contra Lilly, que pode ser acusada de um crime, pondo sua carreira em risco. |                                           |                         |                         |
| 14 | "Metamorfose" "Metamorphosis"             | 22 de março de 2010     | 21 de fevereiro de 2010 |
| Em 1971, Mia Romanov, acrobata do circo Jones Brothers, teve uma morte acidental ao despencar 15 metros em queda livre em seu número "Metamorfose Mágica", no qual saía de um casulo de seda e voava pela platéia. Hoje, a forma como caiu e o fato de não ter, instintivamente, tentado amortecer o impacto, sugerem que ela podia estar desacordada ou já morta no momento da queda. Para Mia, o show havia acabado, mas ainda havia um assassino à solta que não podia ficar impune... Moe Kitchener é encontrado morto com um tiro na nuca na frente de um bar. Graças às suas investidas, Lilly agora é a principal suspeita e será investigada... |                                           |                         |                         |
| 15 | "Dois Casamentos" "Two Weddings"          | 5 de abril de 2010      | 28 de fevereiro de 2010 |
| Em 2008, Anna Couson e Dan Palmer iam se casar, mas na véspera da cerimônia Dan, inesperadamente, desmancha o noivado. Horas depois, ele é encontrado morto. Teria caído da varanda do 10º andar do hotel em que estavam hospedados. Vingança poderia ser o principal motivo da morte. Havia vários suspeitos, mas nenhuma prova. Hoje, 2 anos depois, todos os detetives são convidados para o casamento de Louie Amante, um colega de departamento na polícia. a surpresa é que a noiva era a mesma: Anna. Seria uma boa chance de tentarem descobrir alguma pista sobre o caso. Em plena festa de casamento, entre drinques, aperitivos e intrigas, o caso seria reaberto. Mas o motivo que levou Dan a terminar o noivado seria a chave para desvendar a morte. Desta vez, o assassino poderia não estar entre eles... |                                           |                         |                         |
| 16 | "Uma Queda" "One Fall"                    | 12 de abril de 2010     | 14 de março de 2010     |
| Em 1986, o estivador Mick Malone foi encontrado morto no pier com um tiro no peito. Odiado cobrador de impostos nas docas e lutador do circuito independente do W.I.C nas horas vagas, Mick "O Máquina" Malone era o favorito da torcida no show. Mas uma queda de 7 metros foi o estopim para Mick querer sair do roteiro e do espetáculo. Afinal, será que as lutas do W.I.C eram mesmo encenação? Enquanto isso, os problemas de Vera com a bebida se intensificam. E a outra vítima do criminoso que atacou Rosa reaparece para dar a Scotty a pista que ele precisava para prestar contas... |                                           |                         |                         |
| 17 | "Fera" "Flashover"                        | 19 de abril de 2010     | 21 de março de 2010     |
| Em 2006, Joe Don Billingsley pegou prisão perpétua sob acusação de ter causado o incêndio que matou seus 2 filhos. 4 anos depois, ele é assassinado na prisão. Na época, o detetive Nick Vera era o responsável pelo caso. Baseando-se na análise de um especialista do corpo de bombeiros que confirmou o incêndio criminoso, somado à hipótese de Joe ter ateado fogo na casa para se vingar da ex mulher, Nick não tinha dúvidas... Afinal, como não incriminar um pai que não volta para buscar seus próprios filhos? Mas hoje, uma investida do irmão de Joe bastou para Nick duvidar e pensar que poderia mesmo ter cometido um erro... Assim, Nick volta atrás e se esforça para limpar o nome de Joe, embora pareça tarde demais, ao mesmo tempo em que luta contra a culpa e seus problemas pessoais, deixando toda a divisão preocupada... |                                           |                         |                         |
| 18 | "O Último Drive-In" "The Last Drive-In"   | 26 de abril de 2010     | 28 de março de 2010     |
| Daiane Yates, agente do FBI, veio de Nova York até a Filadélfia para obter informações confidenciais sobre um caso recente da divisão de Stillman. O advogado Mel Sheaver foi morto em 2009 por um tiro certeiro de rifle durante um passeio noturno com seu cachorro. Nada foi roubado e o caso foi arquivado por falta de testemunhas. Há mais de 20 anos, em 1980, um assassinato num drive-in marcaria o início de uma série de outras mortes sem solução dos anos 80 . Com a morte de Sheaver, ao que parece, o atirador teria largado a aposentadoria... E não tinha a intenção de parar por aí... Seria preciso investigar outros assassinatos recentes para encontrar uma ligação, e um certo interesse pessoal da agente Yates no caso chama a atenção... Enquanto isso, Vera, na reabilitação, descobre que, embora tenha errado no caso Billingsley, não foi a condenação que o matou... |                                           |                         |                         |
| 19 | "Bala" "Bullet"                           | 3 de maio de 2010       | 4 de abril de 2010      |
| Com ares de dever cumprido no conjunto da obra, apesar da forte relação psicológica. O caso do episódio anterior toma uma reviravolta, pois o corpo do suposto assassino é achado, provavelmente tendo se matado em 1978. Mas o verdadeiro culpado, é previsível. Entretanto as relações que se construíram a partir disso, foram muito interessantes: a provável relação amorosa entre o agente do FBI e Rush, e a própria relação dela com a Agente Yates, uma figura feminina, mais velha que vem contrapor-se com a experiência traumática que ela teve com sua mãe. |                                           |                         |                         |
| 20 | "Amor Livre" "Free Love"                  | 17 de maio de 2010      | 11 de abril de 2010     |
| Rush e a agente do FBI, Ryan Cavanaugh, reabrem um caso de 1969. Cold Case se encaminha para o encerramento e os personagens, vão seguindo seus caminhos. A aproximação entre Rush e Ryan – o agente do FBI. Vera finalmente encontra a família que sempre quis e mereceu. Muller faz as pazes com Curtis. Jeffries deve se aposentar, o capitão Stillman reata seu caso antigo com a agente boa de briga Yates, já Scotty parece não ter um final previsível. Com uma história já conhecida de trauma, ele fica misterioso a cada episódio. |                                           |                         |                         |
| 21 | "Quase Paraíso" "Almost Paradise"         | 24 de maio de 2010      | 2 de maio de 2010       |
| A equipe reabre o caso da jovem Felicia Grant, uma rainha de formatura, morta em 1989 depois do baile. Valens agora descansa em paz, sua vingança está completa, o agressor de sua mãe virou história.Rush, tem que se haver com a família, e para isso, falta só Christina, a irmã problemática que retorna.E tudo caminha na normalidade, a amizade entre Vera e Jeffries cada capítulo nos presenteia com momentos de docilidade, e demonstra uma relação que deve transpassar o vídeo. |                                           |                         |                         |
| 22 | "Destroçados" "Shattered"                 | 24 de maio de 2010      | 2 de maio de 2010       |
| Cold Case se despede. Tendo como pano de fundo duas histórias em paralelo. Jeffries reinvestiga o tal caso da adolescente Wanda Johnson, morta com um tiro à queima roupa em 1993. História que no final das contas envolvia a alta cúpula da Polícia e requereu dos nossos agentes, muito trabalho de equipe e jogo de cintura. Enquanto isso, Lilly caminha a procura da sua irmã e de encontro ao resgate dessa relação. Acompanhada de seu fiel escudeiro, Scotty Valens. No final das contas, ela não foi para o FBI. E a unidade se manteve como em qualquer outro episódio. Mas o ar de final marcou as últimas cenas. |                                           |                         |                         |